# Ống phế nang
Ống phế nang là những ống nhỏ nối giữa phế quản hô hấp với túi phế nang, mỗi túi chứa một bộ sưu tập phế nang (các túi nhỏ có chất nhầy làm từ các tế bào biểu mô dẹt). Chúng là những ống dẫn nhỏ xíu của các đường dẫn khí phân nhánh lấp đầy phổi. Mỗi phổi giữ khoảng 1,5 đến 2 triệu trong số chúng. Các ống phân chia thành hai hoặc ba túi phế nang ở đầu xa. Chúng được hình thành từ các khe hở hợp lưu của một số phế nang. Chấm dứt các ống phế nang là tâm nhĩ sau đó kết thúc trong túi phế nang.
Trong giải phẫu của con người, các tiểu phế quản hô hấp tồn tại gần với các ống phế nang. Lớp biểu mô bao gồm các núm cơ trơn được bao phủ bởi các tế bào hình khối đơn giản, không có màng cứng.

## Hình ảnh bổ sung

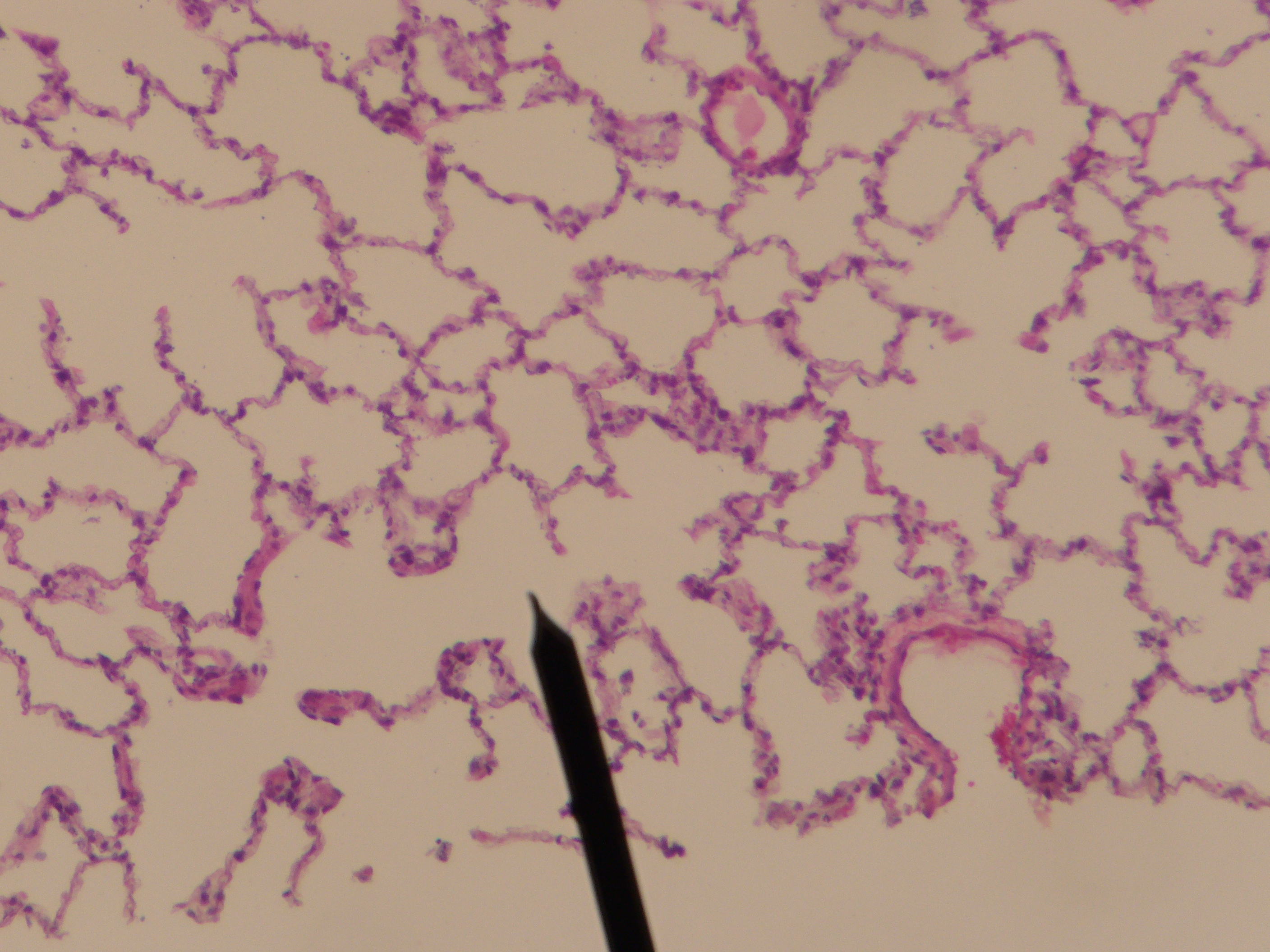
ống phế nang của con người